# Jean Jullien (homme politique)
Pour les articles homonymes, voir Jean Jullien et Jullien.
Jean Jullien, né le 17 mars 1898 et mort le 22 mai 1952, est un homme politique français. Il fut le dernier député des Citoyens français du Maroc, du 2 juin 1946 au 27 novembre 1946, avec Jacques Augarde et Jean Léonetti.

## Détail des fonctions et des mandats
Mandat parlementaire
- 1er janvier 1946 - 1er janvier 1948 : Sénateur
- 2 juin 1946 - 27 novembre 1946 : Député des Citoyens français du Maroc